# Hisao Kami
Hisao Kami (上 久雄, Kami Hisao, Hiroshima, 28 juni 1941) is een Japans voormalig voetballer die als verdediger speelde.

## Clubcarrière
In 1957 ging Kami naar de Sanyo High School, waar hij in het schoolteam voetbalde. Nadat hij in 1960 afstudeerde, ging Kami spelen voor Yawata Steel, de voorloper van Nippon Steel. Kami veroverde er in 1964 de Beker van de keizer. 1965 werd de ploeg opgenomen in de Japan Soccer League, de voorloper van de J1 League. In 8 jaar speelde hij er 85 competitiewedstrijden en scoorde 5 goals. Kami beëindigde zijn spelersloopbaan in 1972.

## Japans voetbalelftal
Hisao Kami debuteerde in 1964 in het Japans nationaal elftal en speelde 15 interlands.

## Statistieken
| Japans voetbalelftal | Japans voetbalelftal | Japans voetbalelftal |
| Jaar                 | Wed.                 | Dlp.                 |
| -------------------- | -------------------- | -------------------- |
| 1964                 | 1                    | 0                    |
| 1965                 | 3                    | 0                    |
| 1966                 | 5                    | 0                    |
| 1967                 | 4                    | 0                    |
| 1968                 | 2                    | 0                    |
| Totaal               | 15                   | 0                    |